# Ingworth
Ingworth is een civil parish in het bestuurlijke gebied North Norfolk, in het Engelse graafschap Norfolk.